# Олинтски археологически музей
Олинтският археологически музей (на гръцки: Αρχαιολογικό Μουσείο Ολύνθου) е музей разположен край развалините на античния град Олинт на Халкидическия полуостров, Северна Гърция, на 5 km от Неа Мудания.
Музеят e открит през юли 1998 г. Находките от разкопките са в Полигироския археологически музей и този в Олинт предлага само аудиовизуални материали, за да осигури на посетителите пълна картина на археологическия обект на Олинт - от историята на града до описание на разкопките и реставрацията. Описан е Хиподамовия план на града, както и устройството на олинтската къща и четирите подови мозайки, открити в града. Снимки и кратки текстове описват вътрешната организация на дома - приготвянето на храна, съхранението на хранителните продукти, тъкането, както и икономическия живот на града. Посетителите също се запознават с хода на разкопките - от работата на Дейвид Робинсън през 1928 г. до разкопките през 1990 и 1992 година.
- Поглед отвън
- Музеят отвътре
- Музеят отвътре